# 牛稠溪 (地名)
牛稠溪，是臺灣嘉義縣民雄鄉的一個傳統地域名稱，位於該鄉南部偏西地帶。相較於今日行政區，其範圍大致與福興村相近。

## 歷史
台灣日治初期，牛稠溪地區為一街庄（舊制街庄），稱為「牛稠溪庄」，隸屬於打貓南堡。該庄西及北與牛斗山庄為鄰，東北與頭橋庄為鄰，東邊、南邊及西南邊隔牛稠溪分別與後湖庄、北社尾庄、竹圍仔庄、竹仔腳庄、水虞厝庄為界。
1901年（日治明治三十四年）11月11日，全台設置二十廳，該庄隸屬於嘉義廳。1904年（明治三十七年）2月15日，該庄編入「牛斗山區」，隸屬於嘉義廳。1909年（明治四十二年）10月25日，全台整併二十廳為十二廳，該庄仍隸屬於嘉義廳。1910年（明治四十三年）1月18日，各區管轄區域調整，該庄改隸屬於嘉義廳的「打貓區」。
1920年（大正九年）10月1日，全台廢十二廳改設五州二廳，該庄改制為「牛稠溪」大字，隸屬於臺南州嘉義郡民雄庄（新制街庄）。
戰後民雄庄改制為民雄鄉，隸屬於臺南縣，大字亦改制為村。1950年（民國39年）10月，雲、嘉、南分治，民雄鄉改隸屬於嘉義縣。

## 聚落
本地區發展較早的聚落為牛稠溪，在日治期初期的官方地圖上已有記載。

## 交通
鄉道嘉79線是民雄至牛斗山的道路。
鄉道嘉83線是江厝店至牛稠溪的道路。